# パクダ・カッチャーヤナ
パクダ・カッチャーヤナ（パーリ語：Pakudha-kaccāyana、漢：迦羅鳩馱迦旃延、生没年不詳）またはカクダ・カートゥヤーヤナ（サンスクリット語:Kakuda-kātyāyana）は、釈迦の在世中に活躍した自由思想家で出家修行者。六師外道のひとりで、唯物論的・原子論的な七要素説を唱えた。釈迦による批判がある。

## 思想
ローカーヤタ Lokāyata（順世派）の祖となった自由思想家アジタ・ケーサカンバリン（Ajita Kesakambalin、阿耆多翅舎欽婆羅）は唯物論者として知られ、万物は地・水・火・風の4元素から成るとする四元素還元説を唱えたが、パクダ・カッチャーヤナはこれら物質的元素に苦・楽・命を加えた七要素説を唱えた。「苦」と「楽」は感覚、「命」は生命のはたらきであり、7つの要素それぞれは互いに他に対して何の影響もあたえず、また受けないのであり、その点で絶対的で永続的なものであると説いた（常住論者, sassatavādā）。
カッチャーヤナによれば、7つの要素は、作られたものではなく、作らせられたものではなく、また、何かを作るものでもない。また、不変不動で、直立しており、動揺することなく、他を害することもなく、互いの苦楽のためにもならない。そこには、殺す者も殺される者もなく、学ぶ者も教える者もいない。たとえ、鋭利な剣によって頭を断ち切ったとしても、誰かが誰かの命を奪うということにはならない。それは単に、7要素の間隙、諸要素間の裂け目に剣先が落ちるにすぎない。カッチャーヤナはこのように述べて絶対的な実体論を主張し、これを敷衍して、ひとつの行為に善悪の区別はないという見解を示した。これはまた、人間には何の力もなく、精進による解脱を望んでも無駄だという認識を含んでいる。